# Minoría visible
Según el gobierno canadiense, una minoría visible es un conjunto de personas que no pertenece a ninguna etnia aborigen y que no son caucásicos en raza y no blancos en color. Se usa este término principalmente como categoría demográfica por Statistics Canada, en relación con la política de equidad en el empleo de ese país. Las autoridades canadienses eligieron el calificativo "visible" como una manera de singularizar las nuevas minorías inmigrantes de los amerindios canadienses y los canadienses de origen europeo, quienes tradicionalmente han conformado la mayoría del país, similar al término WASP y blanco étnico en el contexto de Estados Unidos.
Algunas veces el término de minoría visible es usado como un eufemismo para no blanco; sin embargo, esto es incorrecto, pues en este caso los pueblos aborígenes no son considerados como minorías visibles, pero tampoco son blancos. Además, algunos grupos que pueden ser censados como "blancos" en Estados Unidos, como los estadounidenses de Medio Oriente, son "minorías visibles" según la definición oficial de Canadá. En algunos casos, hay personas pertenecientes a las "minorías visibles" que pueden pasar desapercibidos entre la población blanca (como latinoamericanos de origen europeo) o ya forman una minoría mayoritaria en una localidad (como en muchas zonas de Vancouver y Toronto).
Desde la reforma de las leyes migratorias de Canadá en la década de 1960, la inmigración ha ocurrido principalmente desde áreas no europeas, haciendo que estos inmigrantes sean muy distintos físicamente a los inmigrantes de décadas anteriores. Las minorías visibles son equivalentes a la clasificación estadounidenses de "personas de color", pero en este caso incluye a los nativos norteamericanos. Antiguamente las minorías visibles se referían a las personas de raza mixta, particularmente de ascendencia europea y africana.

## En Canadá
De acuerdo al censo de 2011, alrededor de seis millones de canadienses se identifican como miembros de una minoría visible, representando el 19.1% de la población total. Esto es un incremento con respecto al censo de 2006, cuando las minorías visibles representaban el 16.2% de la población total; al censo de 2001, cuando representaban el 13.4%; al de 1996 cuando el porcentaje era del 11.2%; y al de 1991 (9.4%) y 1981 (4.7%). En 1961, es decir, antes de la aprobación de las leyes migratorias que permitían la inmigración tercermundista, las minorías visibles eran menos del 1%. Este incremente representa un cambio significativo en la demografía de Canadá, debido a la inmigración masiva desde que las políticas a favor del multiculturalismo se hicieron efecto. Más del 90% de las personas que son parte de las minorías visibles no nacieron en Canadá o tienen al menos un padre nacido fuera.
Basándose en cifras como la inmigración anual que permite Canadá desde el censo de 2006 y la tasa de fertilidad alta de las mujeres no blancas, comparada con la de las mujeres de origen europeo, se estima que para el 2031 las minorías visibles serán un tercio de la población total del país. Se espera entonces que el reemplazo demográfico de los canadienses europeos con inmigrantes tercermundistas aumentará en el futuro, haciendo de este país una conglomerado multiétnico y multirracial, donde los canadienses de raza blanca serán minoría en el país que sus ancestros fundaron.
Columbia Británica es la provincia que tiene el mayor porcentaje de minorías visibles, que representa el 24.8% de su población. Ontario no se queda atrás, pues el 22.8% de su población pertenece a una de las minorías visibles. En el censo de 2006, los canadienses del Sur de Asia (indios, pakistaníes y demás indostaníes) reemplazó a los chinos como la minoría visible más numerosa. En el 2011, se estimó que había más de 1 millón y medio de indostaníes en Canadá, mientras que los chinos hacían 1,3 millones. En 2001, en cambio, había aproximadamente un millón de chinos, que hacían el 3.5% de la población del país, seguido de los indocanadienses (3.1%) y los negros (2.2%).

### Subdivisiones censales con minorías visibles superiores al promedio nacional
Promedio nacional: 19.1% (2011).

#### Alberta
- Calgary: 30.1%
- Edmonton: 30%
- Chestermere: 29.2%
- Brooks: 26.7%
- Banff: 20.2%

#### Columbia Británica
- Richmond: 70.4%
- Gran Vancouver A: 62.1%
- Burnaby: 59.5%
- Surrey: 52.6%
- Vancouver: 51.8%
- Coquitlam: 43.8%
- New Westminster: 34.8%
- Delta: 30.2%
- Abbotsford: 29.6%
- North Vancouver: 29.2%
- Port Moody: 28.9%
- Port Coquitlam: 28.5%
- West Vancouver: 28.2%

#### Manitoba
- Winnipeg: 21.4%

#### Ontario
- Markham: 72.3%
- Brampton: 66.4%
- Mississauga: 53.7%
- Richmond Hill: 52.9%
- Toronto: 49.1%
- Ajax: 45.8%
- Pickering: 35.4%
- Vaughan: 31.4%
- Milton: 29.9%
- Ottawa: 24.2%
- Windsor: 22.9%
- Oakville: 22.8%
- Waterloo: 20.4%
- Whitby: 19.2%

#### Quebec
- Brossard: 38.3%
- Dollard-Des-Ormeaux: 35.9%
- Montreal: 31.7%
- Dorval: 22.1%
- Kirkland: 20.8%
- Mont-Royal: 20.8%

## Definiciones legislativas versus operacionales
Según el Acta de Equidad en el empleo de 1995, la definición de minoría visible es:

"miembros de minorías visibles significa personas, que no sean aborígenes, no caucásicas en raza y no blancas en color.

Se puede rastrear esta definición al reporte de la Comisión de Equidad en el Empleo de 1984 a cargo de Rosalie Abella. La comisión describió el término de minoría visible como una categorización ambigua, pero que por funciones prácticas se interpretaba como "visiblemente no blanco". El gobierno canadienses usa una definición operacional por el que se puede identificar los siguientes grupos como minorías visibles: Chino, sudasiático, negro, filipino, latinoamericano, asiático del sudeste, árabe, asiático occidental, coreano, japonés, minoría visible n.i.e. ('n.i.e.' significa 'not included elsewhere') y minoría visible múltiple. Sin embargo, unas pocas excepciones se aplican a algunos grupos. De acuerdo a la Visible Minority Population and Population Group Reference Guide del censo de 2006, la excepción es:

"Por el contrario, de acuerdo a las definiciones de equidad en el empleo, las personas que se identifican como 'latinoamericanos' y 'blancos', 'árabe' y 'blanco' y 'asiático occidental' y 'blanco' pueden ser excluida de las minorías visibles. Igualmente, las personas reportadas como latinoamericanos, árabes y asiáticos occidentales y que aseguran pertenecer a etnias europeas como la francesa, pueden ser excluidas de las minorías visibles también. A esas personas se les incluye en la categoría de "no una minoría visible". Sin embargo, a las personas que se les registra como latinoamericanas, árabes o asiáticas occidental y de etnia no europea son incluidas entre las minorías visibles.

El término "no blanco" es usado en la fraseología del Acta de la equidad en el empleo y en los cuestionarios de equidad en el empleo que se distribuye a candidatos y empleados. Esto resulta como una frase abreviada para quienes son nativos amerindios o pertenecen a una de las minorías visibles.